# Диваки і навіжені
«Диваки та навіжені» (також «Хулігани і ботаніки», «Фріки та гіки»; англ. Freaks and Geeks) — мелодраматичний телесеріал. Дата виходу: 25 вересня 1999 (США). За період з 25 вересня 1999 по 8 липня 2000 року було зреалізовано 1 сезон із загальною кількістю 18 серій тривалістю 44 хвилини.

## Сюжет
На дворі 1980-ті, у школі Мак Кінлі сформувалися дві групи підлітків: «Диваки» на чолі з крутим і харизматичним Даніелем Десаріо і закоханою в нього Ліндсі Вієр та «Навіжені» — Сем, сором'язливий молодший брат Ліндсі, вихований Біл і самовпевнений Ніл. У цьому серіалі показується звичайне життя підлітків зі всіма їхніми проблемами: взаємини, алкоголь, наркотики.

## Акторський склад

### Основний склад
- Лінда Карделліні — Ліндсі Вір
- Джон Френсіс Делі — Сем Вір, молодший брат Лінди, член групи «диваків»
- Джеймс Франко — Деніел Десаріо, ватажок «навіжених»
- Семм Левін[en] — Ніл Швайбер, член групи «диваків»
- Сет Роґен — Кен Міллер, член групи «навіжених»
- Джейсон Сіґел — Нік Андополіс, член групи «навіжених»
- Мартін Старр — Білл Гейверчак, член групи «диваків»
- Беккі Енн Бейкер — Джин Вір, мати Ліндсі і Сема
- Джо Флаерті — Гарольд Вір, батько Ліндсі і Сема
- Бізі Філіпс — Кім Келлі, подружка Деніела

### Другорядний склад
- Сара Гейґен[en] — Міллі Кентнер
- Джеррі Мессінг[en] — Гордон Крісп
- Стівен Ліа Шеппард[en] — Гарріс Трінскі
- Наташа Мельник[en] — Сінді Сандерс
- Чонсі Леопарді[en] — Алан Вайт
- Шон Вайсс[en] — Шон
- Джоанна Гарсіа — Віккі Епплбі
- Кайла Юелл — Морін Семпсон
- Ліззі Каплан — Сара
- Райлі Сміт — Тодд Шеллінгер
- Дейв Аллен[en] — Джефф Россо
- Стів Баннос[en] — містер Ковчевскі
- Трейс Болю[en] — містер Лаковара
- Стів Гіґґінс[en] — містер Флек
- Томас Вілсон — тренер Бен Фредрікс
- Джоель Годжсон[en] — Джоель, менеджер магазина одягу і ді-джей
- Клаудія Крістіан — Глорія Гейверчак, мати Білла
- Кевін Тай[en] — містер Андополіс, батько Ніка
- Джессіка Кемпбелл[en] — Емі Ендрюс
- Сем Макмюррей — Вік Швайбер, батько Ніла, дантист
- Емі Аквіно[en] — місис Швайбер, мати Ніла
- Енн Дауд — Кукі Келлі

### Епізодичний склад
- Александра Брекенрідж — математик Шеллі Вівер
- Кевін Корріген[en] — двоюрідний брат Міллі
- Бен Фостер — Ілай
- Метт Зукрі — учень з Lincoln High
- Рашида Джонс — Карен Скарфолл
- Б'янка Кайліч — дівчина-панк
- Девід Кокнер — офіціант
- Девід Крамхолц — Баррі
- Шая Лабаф — Герберт
- Леслі Манн — міс Футі
- Бен Стіллер — агент Меара
- Джейсон Шварцман — Хауї Гельфанд
- Майк Вайт — Чіп Келлі
- Пол Фіґ — фронтмен рок-гурту